# Catenophora garryae
Catenophora garryae är en svampart som först beskrevs av Bonar, och fick sitt nu gällande namn av Nag Raj 1988. Catenophora garryae ingår i släktet Catenophora, divisionen sporsäcksvampar och riket svampar.   Inga underarter finns listade i Catalogue of Life.